# American Airlines Center

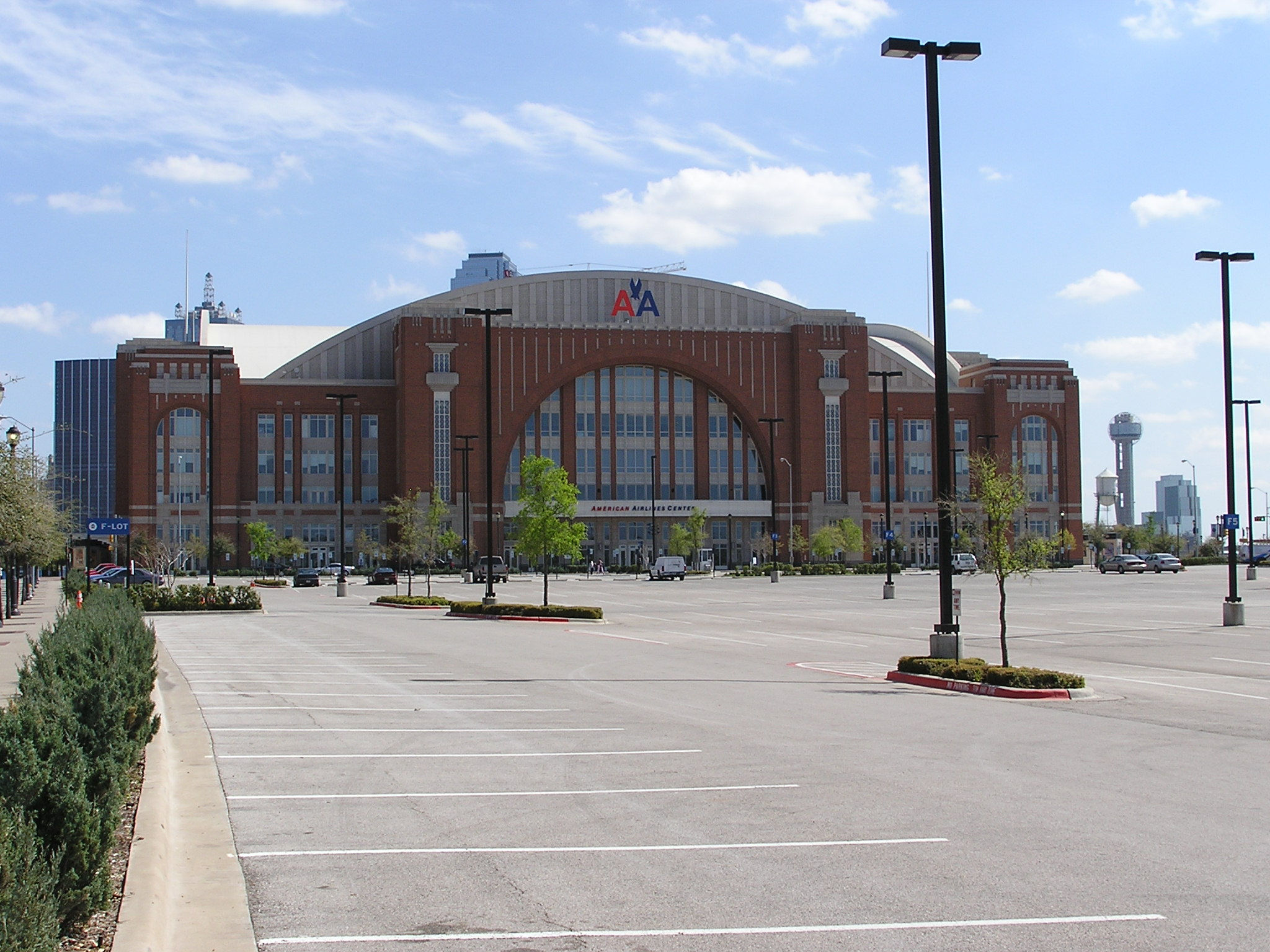
American Airlines Center

American Airlines Center je multifunkční aréna v Dallasu v americkém státě Texas. V devadesátých letech dallaské kluby Stars a Mavericks projevily zájem o výstavbu nového stadionu. Město Dallas odsouhlasilo daně z ubytování a pronájmu aut a spolu s prostředky od týmů byly poskytnuty finanční prostředky na její výstavbu.
V roce 1998 oznámily American Airlines získání práv na název arény. American Airlines jsou největší leteckou společností USA se sídlem ve Fort Worth a s hlavním provozním centrem na letišti Dallas/Fort Worth.
Aréna je také místem mnoha koncertů známých umělců, jako první v ní v roce 2001 vstupovali Eagles. V roce 2007 byla místem All-Star Game a v roce 2006 v ní probíhalo finále NBA.